# Lista över storfurstar av Moskva
Detta är en lista över personer som innehaft titeln Storfurste av Moskva. 
Storfurstetiteln (eg. Knjas eller Velikij Knjas) var den titel som mer eller mindre gick i arv i den  ruriska dynastin som senare skulle komma att skapa Ryssland som land. De första furstarna är mer eller mindre beroende av det mongoliska khanatets stöd för att upprätthålla sin position. Efter 1547 som är året då Ivan den förskräcklige utropar sig till tsar av Ryssland så fortsätter listan i Lista över Rysslands statsöverhuvuden.
| Nr | Namn                                | Regeringstid | Levnadstid         | Kommentar                                             |
| -- | ----------------------------------- | ------------ | ------------------ | ----------------------------------------------------- |
| 1  | Daniel av Moskva                    | 1282-1303    | 1261-1303          |                                                       |
| 2  | Jurij av Moskva                     | 1303-1325    | d.21 november 1325 | Även Grigorij Danilovitj                              |
| 3  | Ivan I Kalita (Penningpung)         | 1325-1340    | 1288-1340          | Tillför titeln Furste av Vladimir                     |
| 4  | Simeon den stolte                   | 1340-1353    | 1316-1353          |                                                       |
| 5  | Ivan II den sköne                   | 1353-1359    | 1326-1359          |                                                       |
| 6  | Dmitrij Donskoj                     | 1359-1389    | 1350-1389          |                                                       |
| 7  | Vasilij I                           | 1389-1425    | 1371-1425          |                                                       |
| 8  | Vasilij II Tjomnij (den blinde)     | 1425-1462    | 1415-1462          | Förste Storfursten (Velikij Knjas)                    |
| 9  | Ivan III Velikij (den store)        | 1462-1505    | 1440-1505          |                                                       |
| 10 | Vasilij III                         | 1505-1533    | 1479-1533          |                                                       |
| 11 | Ivan IV Groznij (den förskräcklige) | 1533-1547    | 1530-1584          | Förmyndarregering 1533-1547                           |
| 12 | Simeon Bekbulatovitj                | 1574-1576    | d.5 januari 1616   | Utropas av Ivan IV till storfurste (bara till titeln) |

- Under Vasilij II:s tid så fanns tre utmanare om titeln; Jurij av Zvenigorod (1433-1434), Vasilij Kosoj (1434) och Dmitrij Shemjaka (1446-1448).
- Ivan IV:s förmyndare var dels hans mor Elena Glinskaja (1533-1538) och dels ett råd av bojarer (1538-1547).